# Rantzau-Obelisk

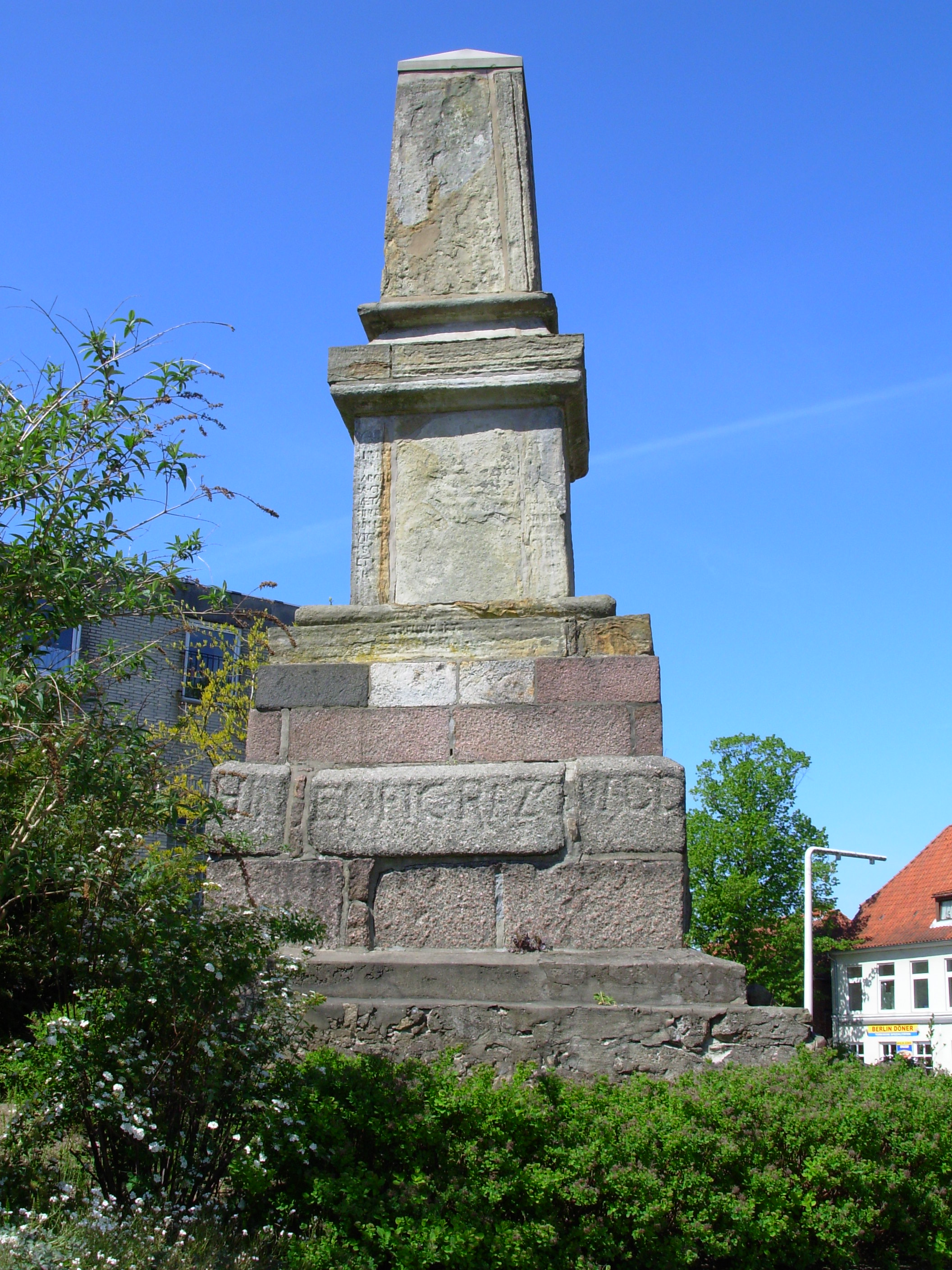
Der Rantzau-Obelisk in Bad Segeberg

Der Rantzau-Obelisk ist ein Denkmal in Bad Segeberg in Schleswig-Holstein.

## Der Bau
Das Bauwerk wurde 1590 durch den königlich-dänischen Statthalter in Segeberg, Heinrich Rantzau, in unmittelbarer Nähe der sogenannten Rantzau-Pyramide errichtet und stand somit einstmals an der Straße Richtung Itzehoe auf unbebautem Feld vor der Stadt Segeberg. Es ist eines der frühesten Beispiele für das wiedererstandene Interesse an antiker Architektur in Deutschland. Nach Rantzaus Angaben orientiert sich die Gestalt des Segeberger Obelisken an dem durch Papst Sixtus V. vor der Kirche Santa Maria Maggiore 1587 wieder aufgerichteten antiken Obelisken, der ehemals von Kaiser Augustus nach Rom gebracht worden war. Der Obelisk war der Heiligen Dreieinigkeit geweiht und dem Andenken an den kurz zuvor verstorbenen dänischen König Friedrich II. gewidmet, mit dem Rantzau freundschaftlich verbunden gewesen war; zugleich diente er dem Gedenken an seinen Erbauer. Dagegen wird das Denkmal heute zumeist nur noch mit seinem Erbauer Heinrich Rantzau in Verbindung gebracht.

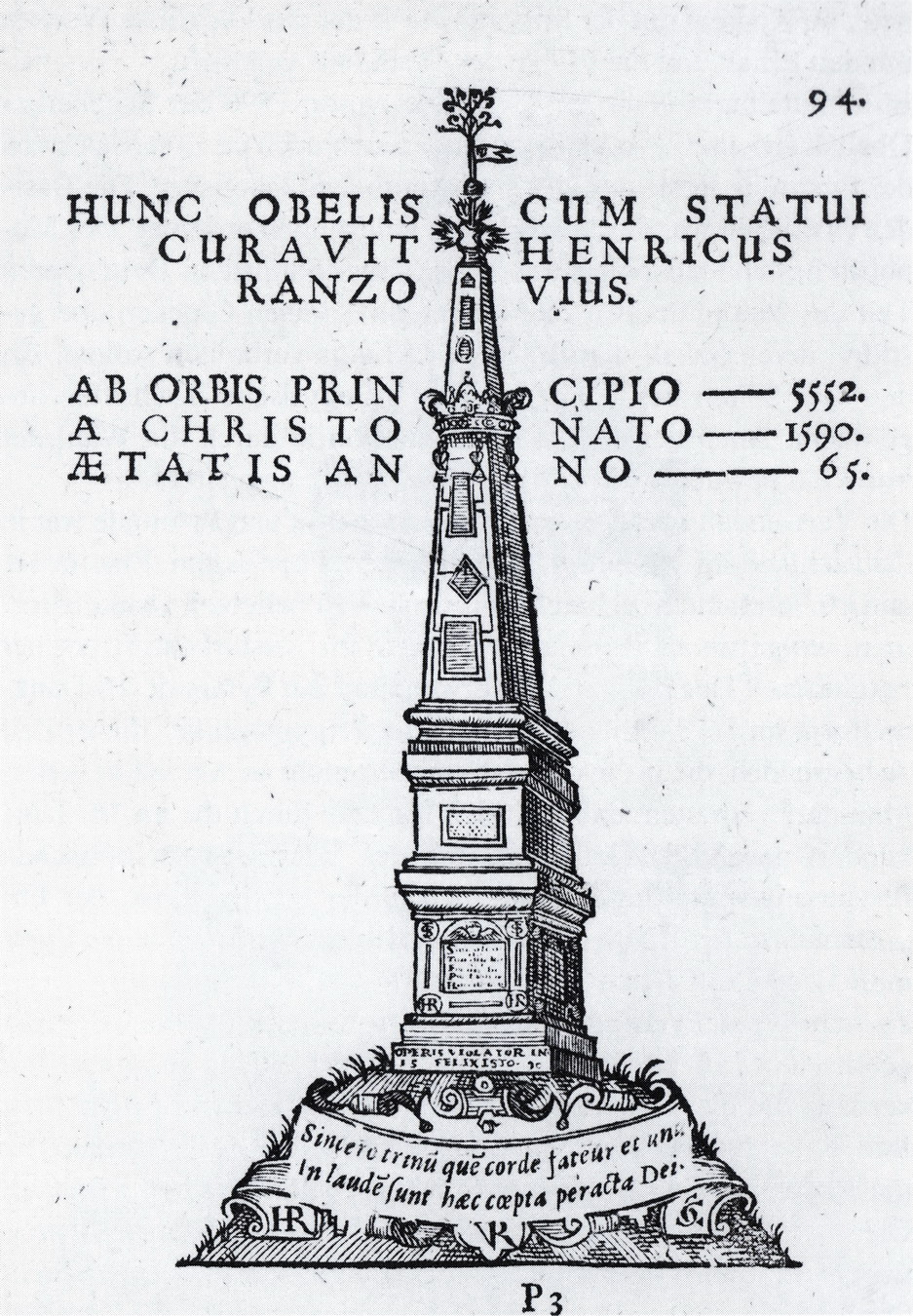
Der Segeberger Obelisk auf einer Darstellung von Peter Lindenberg

## Die Gestalt
In seiner Ausführung folgte der Segeberger Obelisk dem sogenannten Tempel von Nordoe, einem ähnlich gestalteten Monument, dass Heinrich Rantzau 1578 in der Nähe des Breitenburger Schlosses errichten ließ. Das manieristische Segeberger Bauwerk erhebt sich auf einem angeschütteten Hügel und besteht aus einem gestuften Unterbau aus bearbeiteten Feldsteinen, auf dem ein Granitsockel den eigentlichen Obelisken aus poliertem Bückeburger Sandstein trägt. Dieser ist im Laufe der Jahrhunderte stark verwittert, so dass die vielfachen, eingemeißelten panegyrischen Inschriften kaum mehr zu erkennen sind. Dagegen ist auf den Feldsteinen – unter Berücksichtigung des Alters der Inschrift – umlaufend noch die Inschrift „DEO ET FRIDERICO II/RE GIDANIAE ETSUIS/HIN ENRIC RAZOW DD/A.C.1590 AETATIS 64“ (Gott und Friedrich II./dem König von Dänemark und den Seinen/hat Heinrich Rantzau dies gewidmet/im 1590. Jahr Christi, im Alter von 64 Jahren) zu erkennen. Auf dem Obelisken saß eine Krone mit einem Glockenspiel aus vergoldetem Erz, dessen Klang den Ruhm Friedrichs II. verkünden sollte. Mit seiner ursprünglichen Höhe von 16,5 Metern überragte der Segeberger Obelisk sogar noch sein römisches Vorbild hinter der Santa Maria Maggiore um fast zwei Meter.

## Die Nachgeschichte
Nach Angabe des Stadtchronisten Christian Kuß brach die obere Hälfte des Obelisken mit dem Glockenspiel am 24. April 1784 bei einem Orkan ab. Wahrscheinlicher ist jedoch, dass bei besagtem Orkan der gesamte Obelisk umstürzte und anschließend aus den erhaltenen Fragmenten der Stumpf in seiner heutigen Form wieder zusammengesetzt wurde. Daraus ergäbe sich auch die Erklärung dafür, dass das heutige Fragment nur noch einen statt zwei Profilquader (wie auf den zeitgenössischen Stichen) über dem Sockelbereich aufweist und der Übergang vom Granitsockel zur Sandsteinstele etwas "abrupt-unorganisch" wirkt. Nach der Wiederaufrichtung des Obelisk-Restes brütete ein Storchenpaar auf dem Stumpf und gehörte noch Jahrzehnte später damit zum Stadtbild. Während die Anlage lange Zeit vernachlässigt wurde und eine flache Ziegelsteinbegrenzung allmählich verfiel, erhielt das Gelände um den Obelisk in den 1880er Jahren eine hohe Ziegelsteinmauer mit einem schmiedeeisernen Tor. Aus einer ersten immergrünen Einfriedung entwickelte sich bis in die erste Hälfte des 20. Jahrhunderts eine umstehende Bepflanzung mit Bäumen. Das umschließende Mauerwerk aus groben Feldsteinen wurde um 1950 mit einem Polygonmauerwerk ersetzt. 1983 erhielt die geglättete Oberfläche der abgebrochenen Spitze eine flache Abdeckung als Verwitterungsschutz. Nach Kontroversen einigte sich die Segeberger Stadtvertretung 2015 auf eine Sanierung des Obelisken samt dem umliegenden Gelände, zu der u. a. die Deutsche Stiftung Denkmalschutz und das Landesamt für Denkmalpflege Mittel beisteuerten und die in den Jahren 2015 und 2016 erfolgte.